# Love Story (film)
Love Story – amerykański melodramat z 1970 roku w reżyserii Arthura Hillera. Scenariusz napisał Erich Segal na podstawie własnej powieści pod tym samym tytułem. W rolach głównych wystąpili Ali MacGraw i Ryan O’Neal. 
W filmie zadebiutował aktor Tommy Lee Jones.

## Fabuła
Jeden z najsłynniejszych wyciskaczy łez w historii kina. Opowieść o rodzącej się miłości między pochodzącym z zamożnej rodziny studentem prawa a dziewczyną z ubogiej rodziny. Oliver i Jenny pobierają się, pomimo sprzeciwu ze strony jego ojca. Szczęście młodej pary rujnuje jednak choroba nowotworowa świeżo upieczonej żony

## Obsada
- Ali MacGraw – Jennifer Cavilleri-Barrett
- Ryan O’Neal – Oliver Barrett IV
- John Marley – Phil Cavelleri
- Ray Milland – Oliver Barrett III
- Russell Nype – Dean Thompson
- Katharine Balfour – Mrs. Barrett
- Sydney Walker – Dr. Shapely
- Robert Modica – Dr. Addison
- Walker Daniels – Ray Stratton
- Tommy Lee Jones – Hank Simpson (w napisach końcowych wymieniony jako Tom Lee Jones)

## Produkcja
Zdjęcia kręcono w Bostonie i Cambridge (Massachusetts) oraz w Nowym Jorku.

## Opinie
Sklasyfikowany jako jeden z dziesięciu najlepszych filmów o miłości przez serwis AZN Entertainment.

## Nagrody
- 43. ceremonia wręczenia Oscarów: 
  - Oscar za najlepszą muzykę filmową – Francis Lai
- Złote Globy 1970: 
  - Najlepszy dramat
  - Najlepsza aktorka w dramacie – Ali MacGraw
  - Najlepszy reżyser – Arthur Hiller
  - Najlepszy scenariusz – Erich Segal
  - Najlepsza muzyka – Francis Lai